# Ain’t It So
Ain’t It So – album amerykańskiego muzyka Raya Charlesa, wydany w 1979 roku. Znajdują się na nim takie jazzowe standardy, jak m.in. „What’ll I Do”, „Some Enchanted Evening” i „Blues in the Night”. Krytyk muzyczny strony AllMusic.com stwierdził, iż Ain’t It So jest jedną z najlepszych płyt Charlesa, które nagrał po ponownym nawiązaniu współpracy z wytwórnią Atlantic.

## Lista utworów
1. „Some Enchanted Evening” (Hammerstein, Rodgers)
2. „Blues in the Night” (Arlen, Mercer)
3. „Just Because”
4. „What’ll I Do?”
5. „One of These Days” (Manilow)
6. „Love Me or Set Me Free”
7. „Drift Away” (Chandler)
8. „(Turn Out the Light And) Love Me Tonight” (McDill)